# نصب استقلال البرازيل
نصب استقلال البرازيل (Monumento à Independência do Brasil) المعروف أيضا باسم نصب إيبيرانغا أو مذبح الوطن (Altar da Pátria) هو نصب تذكاري لمجموعة من المنحوتات المصممة من الجرانيت والبرونز في ساو باولو، البرازيل من قبل النحات الإيطالي إيتور كسيمنس (1855-1926) والمعلم المعماري الإيطالي مانفريدو مانفريدي (1859-1927) للاحتفال بالذكرى المئوية الأولى لاستقلال البرازيل.
يقع النصب على ضفاف نهر إيبيرانغا بروك، في ساو باولو، على الموقع التاريخي حيث أعلن بيدرو الأول إمبراطور البرازيل لاحقاً استقلال البرازيل عن المملكة المتحدة لبرتغال والبرازيل والغرب في 7 سبتمبر 1822. تم افتتاح هذا النصب التذكاري كجزء من الاحتفالات بعد مرور مئة عام على الاستقلال في عام 1922، على الرغم من أنه انتهى بعد أربع سنوات فقط.
في عام 1953، بدأ العمل في سرداب إمبراطورة البرازيل ماريا ليوبولدينا، ثم في عام 1972، تمت إضافة رفات بيدرو الأول إمبراطور البرازيل، ثم في عام 1984، الإمبراطورة أميلي من ليوتشتنبورغ. في عام 2000، صمم قسم التراث التاريخي (DPH) طريقة للوصول إلى الجزء الداخلي من النصب التذكاري حيث أودع رفاتهم، واصفاً إياه بالكنيسة الإمبراطورية.

## معرض صور

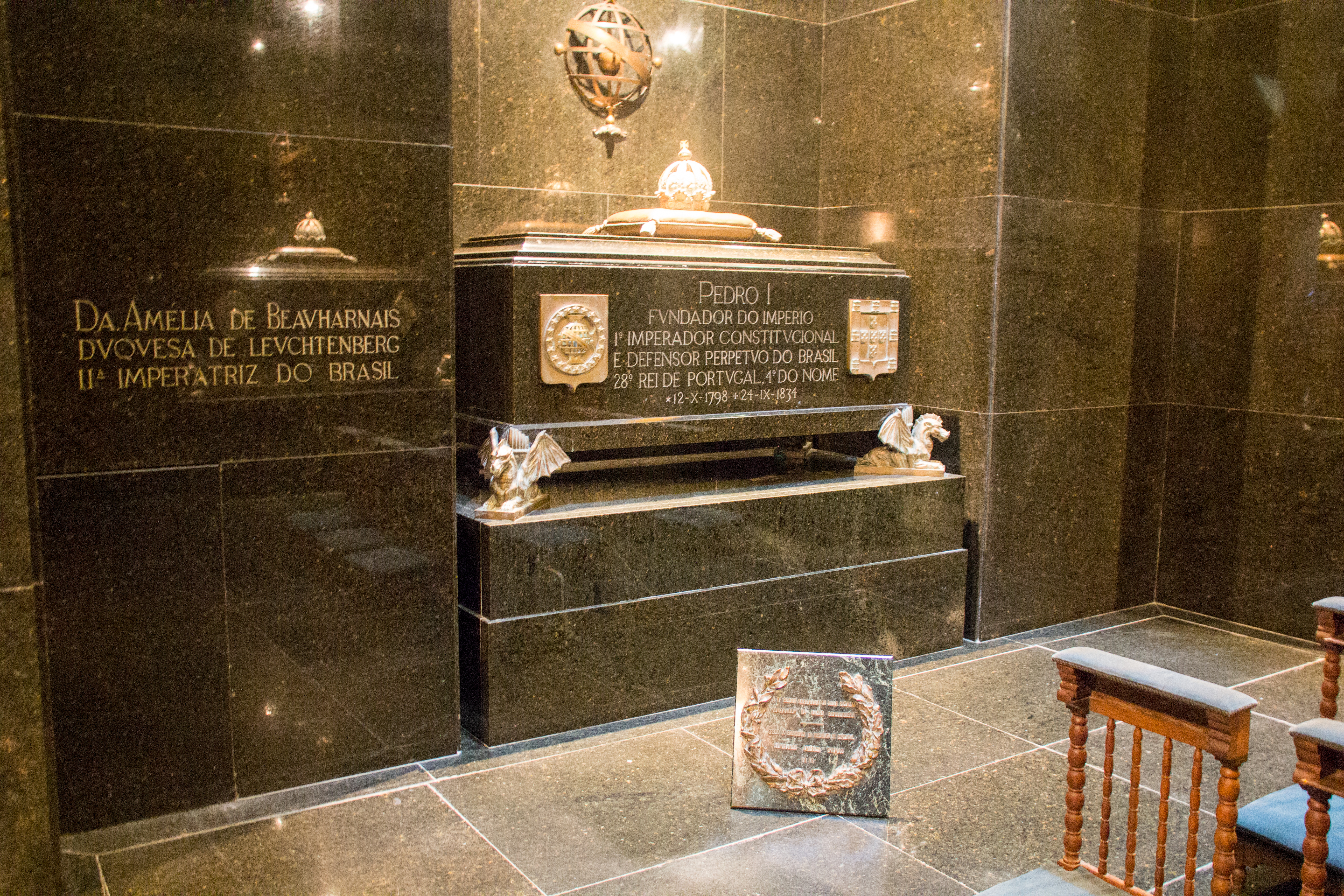
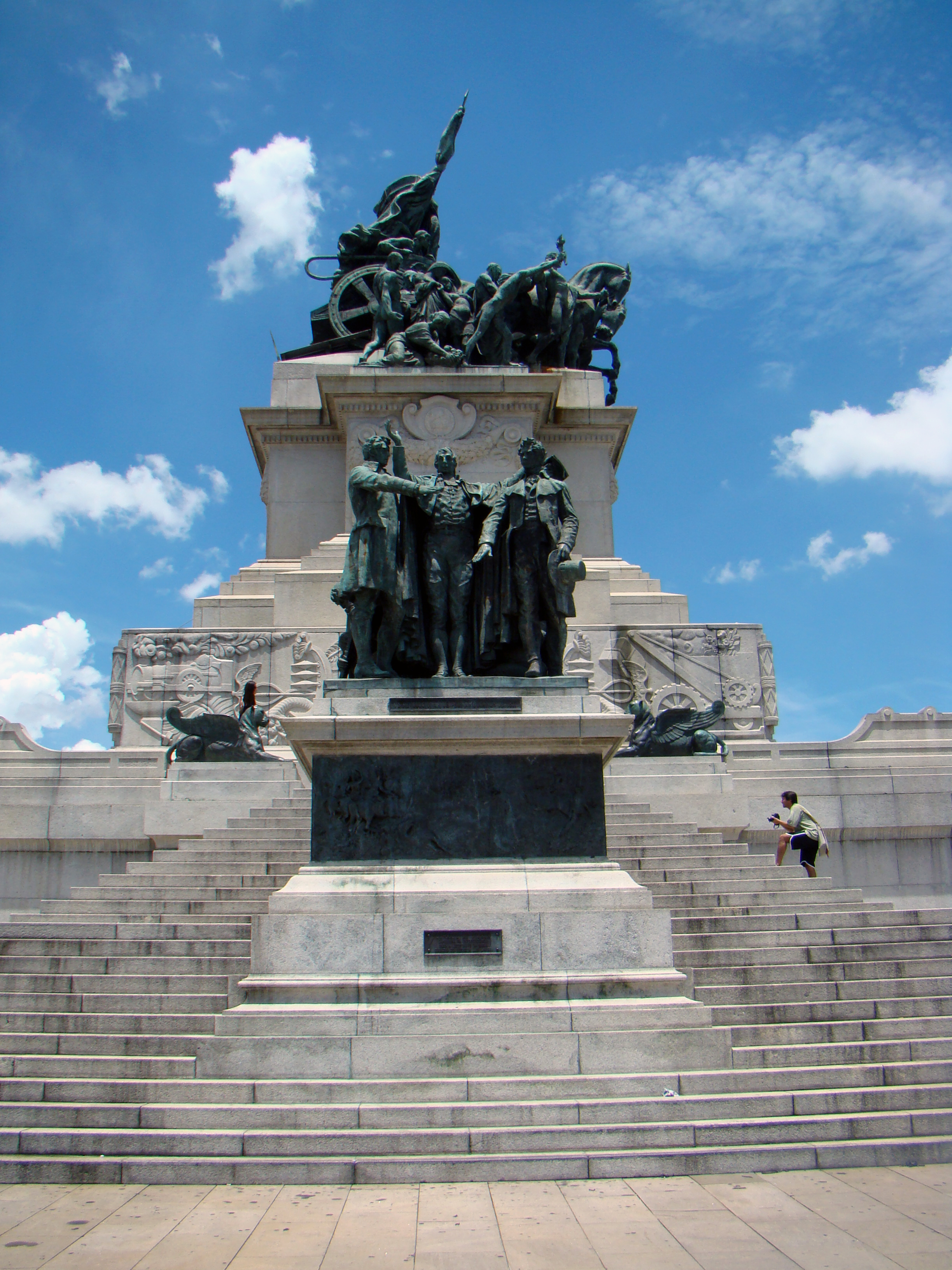
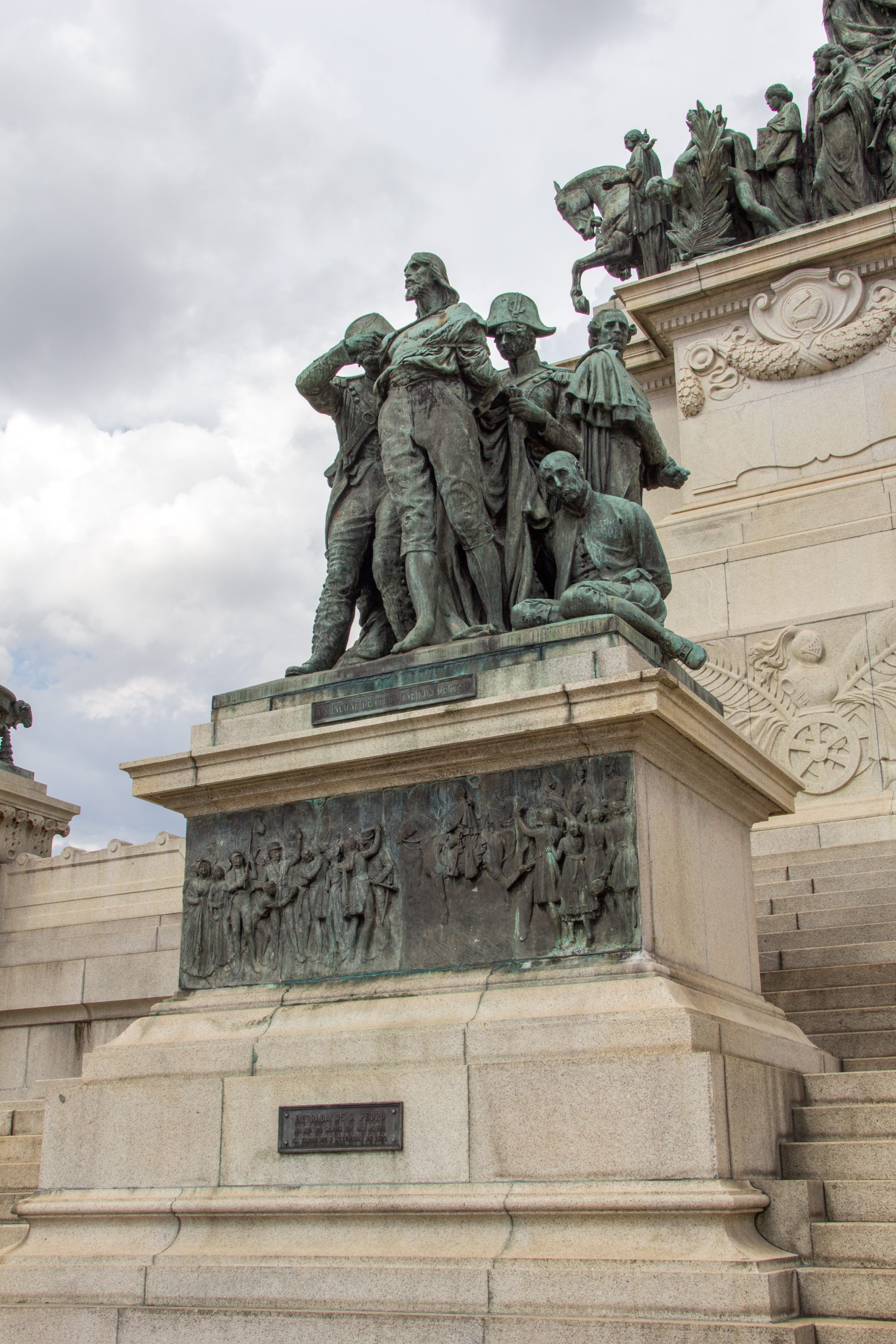
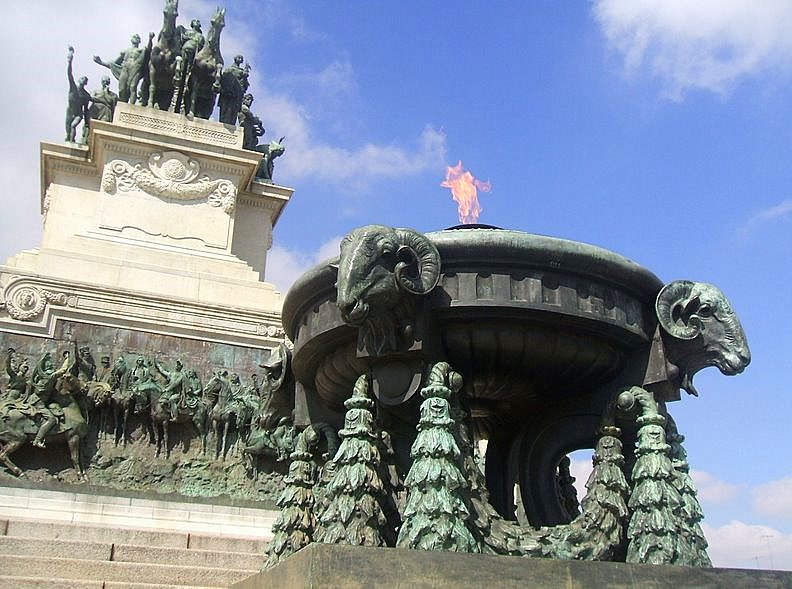

## أعلام
- أميلي من ليوتشتنبورغ
- بيدرو الأول إمبراطور البرازيل